# Rudolf van den Berg
Rudolf van den Berg (Rotterdam, 6 gennaio 1949 – 12 luglio 2025) è stato un regista olandese.

## Biografia
Laureatosi in scienze politiche nel 1975, iniziò a girare documentari insieme al direttore della fotografia Theo Van de Sande. Da un racconto dello scrittore Leon de Winter trasse la sceneggiatura di Bastille (1984) e, sempre in collaborazione con de Winter, scrisse la sceneggiatura di Zoeken naar Eileen (1987). Nel 1993 scrisse e diresse De Johnsons, film di genere fantastico-horror presentato al Noir in Festival di Courmayeur. Nel 1997 il suo film For my baby, di cui fu anche autore della sceneggiatura, vinse il Vitello d'oro per la miglior regia al Film Festival dei Paesi Bassi. Nel 1998 si dedicò alla televisione realizzando la serie De Keerzijde. 
Nel 2002 realizzò Snapshots, una coproduzione olandese-statunitense con due vecchie glorie di Hollywood come Burt Reynolds e Julie Christie. Il suo film Tirza del 2010, girato in Namibia, fu scelto dai Paesi Bassi come film nazionale candidato all'Oscar per il miglior film straniero, ma non entrò nella cinquina finale.

## Filmografia
- Algerian Times, documentario (1976)
- The Alien's Place, documentario (1979)
- Sal Santen Rebel, documentario (1982)
- Bastille (1984)
- Stranger at Home, documentario (1985)
- Looking for Eileen (1987)
- Evenings (1989)
- De Johnsons (1992)
- L'ombra della follia (The Cold Light of Day) (1996)
- For My Baby (1997)
- Oud Geld, TV (1998)
- De Keerzijde, TV (1998)
- Snapshots - Momenti magici (2001)
- Steel & Lavender, documentario (2007)
- Schatz, documentario (2008)
- Tirza (2010)
- Süskind - Le ali dell'innocenza (2012)
- A Real Vermeer (2016)